# Waldemar Bergendahl
Knut Waldemar Bergendahl, folkbokförd som Knut Valdemar Bergendal, född 18 april 1933 i Årsunda, Gästrikland, död 21 mars 2022, var en svensk filmproducent och manusförfattare. Bergendahl tilldelades hedersbaggen vid Guldbaggegalan 2010.

## Filmografi i urval

### Produktionsledare
- 1970 – En kärlekshistoria
- 1971 – Joe Hill
- 1975 – Giliap
- 1975 – Släpp fångarne loss – det är vår!
- 1977 – Abba – the Movie
- 1977 – Bröderna Lejonhjärta
- 1979 – Du är inte klok, Madicken
- 1980 – Madicken på Junibacken
- 1980 – Mannen som blev miljonär
- 1981 – Rasmus på luffen
- 1981 – Sopor
- 1981 – Tuppen
- 1982 – Den enfaldige mördaren
- 1983 – Limpan

### Producent
- 1983 – P&B
- 1984 – Ronja Rövardotter
- 1985 – Mitt liv som hund
- 1986 – Alla vi barn i Bullerbyn
- 1986 – Jönssonligan dyker upp igen
- 1987 – Jim och piraterna Blom
- 1987 – Mer om oss barn i Bullerbyn
- 1988 – Allrakäraste syster
- 1988 – Go'natt Herr Luffare
- 1988 – Gull-Pian
- 1988 – Jungfruresan
- 1988 – Strul
- 1988 – Vargens tid
- 1989 - 1939
- 1989 – Gull-Pian
- 1989 – Hajen som visste för mycket
- 1989 – Hoppa högst
- 1989 – Ingen rövare finns i skogen
- 1989 – Kajsa Kavat
- 1990 – Black Jack
- 1990 – Kurt Olsson - filmen om mitt liv som mig själv
- 1990 – Macken – Roy’s & Roger’s Bilservice
- 1990 – Nils Karlsson Pyssling
- 1991 – Stinsen brinner... filmen alltså
- 1992 – Lotta på Bråkmakargatan
- 1992 – Svart Lucia
- 1993 – Kådisbellan
- 1993 – Lotta flyttar hemifrån
- 1993 – Sunes sommar
- 1994 – Pillertrillaren
- 1994 – Sixten
- 1995 – En på miljonen
- 1995 – Stora och små män
- 1996 – Monopol
- 1996 – Kalle Blomkvist – Mästerdetektiven lever farligt
- 1997 – Adam & Eva
- 1997 – En kvinnas huvud
- 1997 – Pippi Långstrump
- 1997 – Slutspel
- 1997 – Svenska hjältar
- 1999 – Pippi i Söderhavet
- 1999 – Vuxna människor
- 2001 – Eva & Adam – fyra födelsedagar och ett fiasko
- 2001 – Känd från TV
- 2002 – Karlsson på taket
- 2002 – Karlsson på taket (animerad TV-serie)
- 2004 – Håkan Bråkan & Josef
- 2005 – Kim Novak badade aldrig i Genesarets sjö
- 2007 – Arn – Tempelriddaren
- 2007 – Rosa: The Movie
- 2007 – Se upp för dårarna
- 2008 – Arn – Riket vid vägens slut

### Filmmanus
- 1989 - 1939